# Rostislav Czmero
Rostislav Czmero (7. prosince 1926, Kralice na Hané – 23. února 2002, Olomouc) byl český novinář a publicista.

## Životopis
Vyučil se strojním zámečníkem, od roku 1945 žil ve vesnici Libina na Šumpersku. Od roku 1953 pracoval jako redaktor, v roce 1969 musel z politických důvodů novinářskou činnost opustit a vrátil se k ní až po sametové revoluci.

## Ocenění
- Cena města Olomouce (2001)